# Schefflera sipapoensis
Schefflera sipapoensis är en araliaväxtart som beskrevs av Maguire, Steyerm. och David Gamman Frodin. Schefflera sipapoensis ingår i släktet Schefflera och familjen araliaväxter. Inga underarter finns listade.